# Йонгчевиват, Суппасит
Суппасит Тончививат (тайск. ศุภศิษฏ์ จงชีวีวัฒน์; также известный как Мью (тайск. มิว); род. 21 февраля 1991 года) — тайский актёр, певец, модель и генеральный директор Mew Suppasit Studio. Наиболее известен по роли Тарна в телесериале «История Тарна и Тайпа».

## Биография

### Ранние годы
Суппасит родился 21 февраля 1991 года. Его отца зовут Бонсах Тончививат, а мать — Сухорн Тончививат. У него есть младшая сестра Джомкван. Окончил Лабораторную школу Университета Касетсарт по специальности естественные науки и математика.
Для получения степени бакалавра он учился в Университете Касетсарт по специальности «Промышленная инженерия» и с отличием окончил его, получив золотую медаль. Продолжил обучение в магистратуре по специальности «Промышленная инженерия» в Университете Чулалонгкорн. В настоящее время Суппасит учится на докторскую степень в области «Промышленной инженерии» в Университете Чулалонгкорн.
15 марта 2018 года Мью создал свой фан-клуб: «Мьюлионы» («Mewlions») — сочетание прозвища Мью и слова «миллионы».

### Карьера
Суппасит начал свою актёрскую карьеру в тайском BL сериале «Я твой король» (2017). Перед съёмками в телесериале Суппасит снялся в тайской версии австралийского реалити-шоу «Take Me Out Thailand». Впоследствии он также участвовал в спин-оффе «Take Me Out Reality Thailand».
В следующем году Суппасит получил свою первую главную роль При в телесериале «Что за утка» (2018). Из-за популярности сериала было объявлено, что начнутся съёмки второго сезона. Премьера «Что за утка 2: Последний звонок» состоялась 18 марта 2019 года на LINE TV.

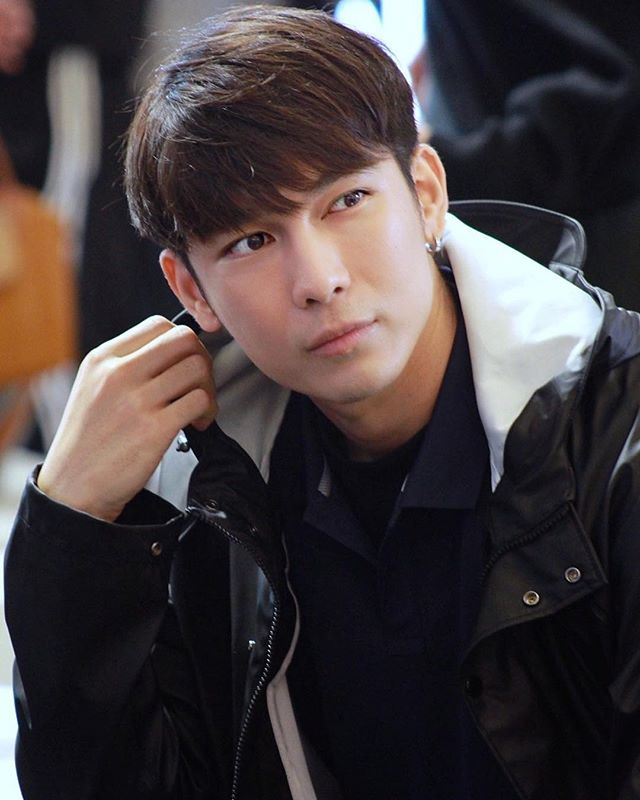
Суппасит Тончививат в 2019 году

В начале 2019 года было объявлено, что Суппасит сыграет Тарна — главного героя сериала «История Тарна и Тайпа» от GMM One и LINE TV. Сериал сразу же завоевал популярность в Таиланде, а также у международной аудитории. После трансляции каждого эпизода сериал поднимался на первое место в мировых трендах Twitter. Такая популярность сериала и главных героев привела к тому, что фанаты стали называть пару актёров «МьюГалф» — объединёнными тайскими прозвищами.
Суппасит и его коллега, Канавут Трайпипаттанапонг, выиграли награду за «Лучшую сцену поцелуя» на LINE TV Awards 2020. Суппасит и Канавут также появились в февральском выпуске Harper's Bazaar Thailand, что стало первым появлением BL пары в истории журнала. Из-за огромного количества фанатов, пытавшихся прочитать статью, сайт Harper's Bazaar Thailand обрушился.
Получив огромный положительный отклик на «Историю Тарна и Тайпа», сериал был продлён на второй сезон в 2020 году. Однако из-за всемирной пандемии COVID-19 производство было отложено, чтобы обеспечить безопасность актёров и съемочной группы.
И Суппасит совместно Канавутом стали гостями в сериале 2020 года «Почему ты?» в роли Тарна и Тайпа соответственно.
5 мая 2020 года была запущена команда менеджеров под названием Mew Suppasit Studio. Они будут отвечать за будущие официальные выступления Суппасита и его начинания. С ростом популярности Суппасита его фан-клуб вместе с поклонниками Канавута купил права называть их именами звёзд.
1 августа Суппасит опубликовал свой первый сингл под названием «Season of You», а 19 ноября второй сингл под названием «Nan Na». На пресс-конференции в тот же день он объявил о нескольких своих будущих проектах, среди которых полный альбом, который выйдет в следующем году, и новый драматический сериал под названием «Человек-аквариум» (Aquarium Man) с ним в качестве главного героя и исполнительного продюсера. Производство начнётся в 2021 году. 4 февраля 2021 года Суппасит опубликовал свой третий сингл под названием «Good day».
2 февраля 2021 года было объявлено, что Мью будет одним из ведущих на T-Pop Stage вместе с Джун Тирати. Шоу создано, чтобы дать «новый опыт тайской поп-индустрии».
Мью также сыграл главную роль в короткометражном боевике под названием «Непобежденный» («Undefeated») по компьютерной игре Garena Free Fire, премьера которого состоялась 9 марта 2021 года.

## Фильмография

### Телевидение
| Год  |   | Русское название                     | Оригинальное название                      | Роль           |
| ---- | - | ------------------------------------ | ------------------------------------------ | -------------- |
| 2014 | с | Ban Tuk Kam                          | บันทึกกรรม                                   | Топ, Гет, Макс |
| 2014 | с | Soot Ruk Chun La Moon                | สูตรรักชุลมุน                                  | Гейм           |
| 2014 | с | Rak Jing Ping Ger                    | รักจริงปิ๊งเก้อ                                 | Бёрд           |
| 2015 | с | Лиам Джоун                           | เหลี่ยมโจร                                   | Бёрд           |
| 2017 | с | Я твой король                        | ผมขอสั่งให้คุณ                                 | Учитель Пим    |
| 2018 | с | Что за утка                          | รักแลนดิ้ง                                    | При            |
| 2019 | с | Что за утка 2: Последний звонок      | รักแลนดิ้ง 2                                  | При            |
| 2019 | с | История Тарна и Тайпа                | TharnType The Series เกลียดนักมาเป็นที่รักกันซะดีๆ | Тарн           |
| 2020 | с | Почему ты?                           | เพราะรักใช่เปล่า                              | Тарн           |
| 2020 | с | История Тарна и Тайпа 2: 7 лет любви | เกลียดนักมาเป็นที่รักกันซะดีๆ 2                    | Тарн           |
| 2021 | с | Драма для всех: Супер Мэн            | Drama for All: Super Maen                  | Мэн            |
| 2022 | с | Фабрика упаковки любви               | โรงงานบรรจุรัก                               | Нонт           |
| 2022 | с | Глаза океана                         | The Ocean Eyes                             | доктор Нати    |
| 2022 | с | Люби меня снова                      | Love Me Again                              |                |

## Дискография
1 августа 2021 года Мью выпустил свой первый альбом под названием «365». 5 песен из альбома сразу же появились в Топ10 чарта BillBoard, и расположились с 4 по 8 строчки.

### Синглы
| Год  | Название                                            | Лэйбл                                | Источник |
| ---- | --------------------------------------------------- | ------------------------------------ | -------- |
| 2020 | "Season of You (ทุกฤดู)"                              | Distributed by Warner Music Thailand | [ 15 ]   |
| 2020 | "Nan Na" (featuring NICECNX)                        | Distributed by Warner Music Thailand | [ 16 ]   |
| 2021 | "Good Day"                                          | Distributed by Warner Music Thailand | [ 17 ]   |
| 2021 | "Thanos"                                            | Distributed by Warner Music Thailand | [ 18 ]   |
| 2021 | "Summer Fireworks"                                  | Distributed by Warner Music Thailand | [ 19 ]   |
| 2021 | "Drowning"                                          | Distributed by Warner Music Thailand | [ 20 ]   |
| 2021 | "SPACEMAN"                                          | Distributed by Warner Music Thailand | [ 21 ]   |
| 2021 | "Before 4:30 (She said...)" (совместно с Сэмом Ким) | Distributed by Warner Music Thailand | [ 22 ]   |
| 2021 | "Season of You" (Winter Version)                    | Distributed by Warner Music Thailand | [ 23 ]   |
| 2021 | "SPACEMAN" (Acoustic Version)                       | Distributed by Warner Music Thailand | [ 23 ]   |

### Клипы
| Год  | Сингл                                                         | Артист                        |
| ---- | ------------------------------------------------------------- | ----------------------------- |
| 2009 | จะรักหรือไม่รัก Feat.กระแต (Will you love me or not?) Feat.Kratae | Dr.Fuu                        |
| 2011 | คำถามอยู่ที่ฉัน คำตอบอยู่ที่เธอ (Question is on me, answer is on you.) | Pancake (Band)                |
| 2012 | แฟนน่ารัก (Pretty boyfriend)                                    | Olives                        |
| 2017 | ภาพถ่าย (Photograph)                                           | Retrospect                    |
| 2020 | It takes two                                                  | STAMP                         |
| 2021 | Blush                                                         | Zom Marie                     |
| 2021 | ไม่ต้องพยายาม                                                   | The Glass Girls (Unit Grande) |